# Землетрясения на Хонсю (2010)
Землетрясения на Хонсю 2010 года — ряд мощных землетрясений магнитудой до 6,3, произошедших в районе японского острова Хонсю.
Первое из них, магнитудой 5,6 произошло 13 марта 2010 года в 12:46:26 (UTC) у восточного побережья японского острова Хонсю, в 29,1 км к востоку-северо-востоку от Намиэ. Гипоцентр землетрясения располагался на глубине 76,7 километров.
Землетрясение ощущалось в Сендай, Токио, Аясе, Мисава, Ямато, Йокосука. Подземные толчки ощущались во многих регионах острова Хонсю. Зарегистрированы толчки силой 4 балла по шкале Японского метеорологического агентства, JMA в префектурах: Фукусима, Мияги, Ямагата; 3 балла JMA в префектурах: Гумма, Ибараки, Ивате, Сайтама, Тотиги; 2 балла JMA в префектурах: Акита, Аомори, Тиба, Канагава, Нагано, Ниигата, Токио, Яманаси; 1 балл JMA в префектурах Исикава и Сидзуока.
В результате землетрясения сообщений о жертвах не поступало. Получили ранения 2 человека, экономический ущерб составил менее 2,08 млн долларов США.

## Повторные землетрясения

### 14 марта 2010
Повторное землетрясение (но не афтершок) произошло в этом же регионе на следующий день, 14 марта 2010 года. Оно имело магнитуду 6,5. В результате этого землетрясения 1 человек получил ранения, экономический ущерб составил менее 1,81 млн долларов США.

### 1 мая 2010

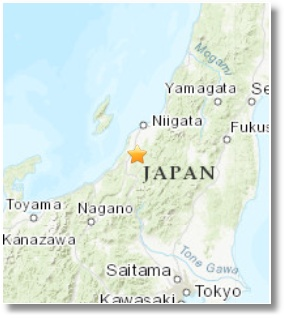
Карта подземных толчков 1 мая 2010

Землетрясение магнитудой 4,6 произошло 1 мая 2010 года в 09:20:40 (UTC) на западном побережье острова Хонсю, в 2,9 км к востоку-северо-востоку от Мицукэ. Гипоцентр землетрясения располагался на глубине 43,7 км.
Землетрясение ощущалось в Дайго, Фудзиока, Маэбаси, Нагаока, Ниигата, Ниитцу, fа также в префектурах Фукусима, Гумма, Исикава, Нагано, Сайтама, Тотиги, Ямагата, Акита, Ибараки, Мияги, Тояма, Яманаси. Подземные толчки ощущались на островах: Садо, Хегура.
В результате землетрясения 1 человек получил ранения. Экономический ущерб составил менее 2,08 млн долларов США.

### 13 июня 2010

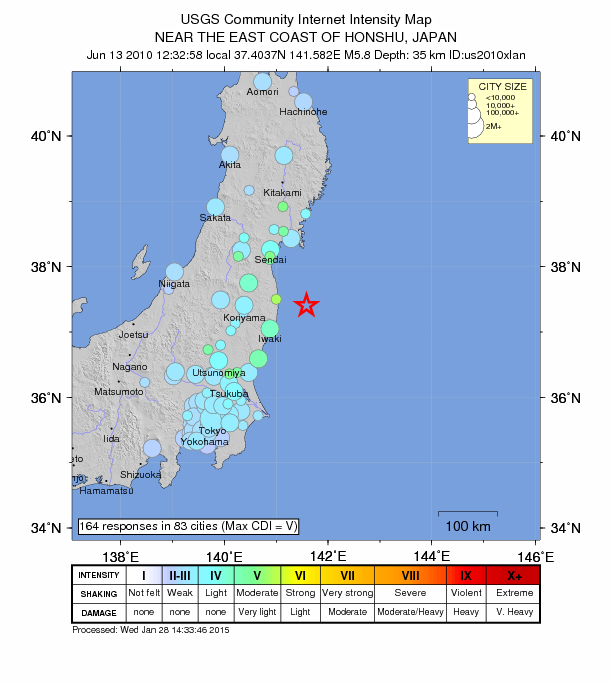
Карта подземных толчков 13 июня 2010

Землетрясение магнитудой 5,9 произошло 13 июня 2010 года в 03:32:57 (UTC) у восточного побережья японского острова Хонсю, в 56,7 км к востоку-юго-востоку от Намиэ. Гипоцентр землетрясения располагался на глубине 27,0 километров.
Землетрясение ощущалось в населённых пунктах: Сендай, Сагамихара, Цукуба, Мисава, Токио, Иокогама, Йокосука и других населённых пунктах восточного побережья Хонсю, а также в префектурах Фукусима, Ибараки, Тотиги, Ямагата, Тиба, Гумма, Ивате, Ниигата, Сайтама, Акита, Аомори, Канагава, Токио, Яманаси, Исикава, Сидзуока. Подземные толчки ощущались на острове Миякедзима, а также в восточной, южной и юго-западной частях острова Хоккайдо. В результате землетрясения сообщений о жертвах и разрушениях не поступало.

### 3 июля 2010

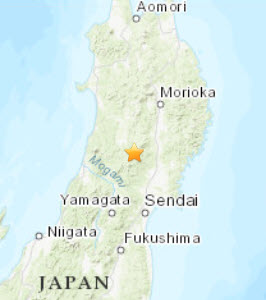
Карта подземных толчков 3 июля 2010

Землетрясение магнитудой 5,1 произошло 3 июля 2010 года в 19:33:14 (UTC) на востоке острова Хонсю (Япония), в 22,1 км к востоку-юго-востоку от Юдзава (Акита). Гипоцентр землетрясения располагался на глубине 24,9 км.
Землетрясение ощущалось в Итиносеки, Сендай, а также в префектурах: Ивате, Акита, Мияги, Фукусима, Ямагата, Аомори, Ибараки.
В результате землетрясения 1 человек получил ранения. Экономический ущерб составил менее 2,08 млн долларов США.

### 4 июля 2010

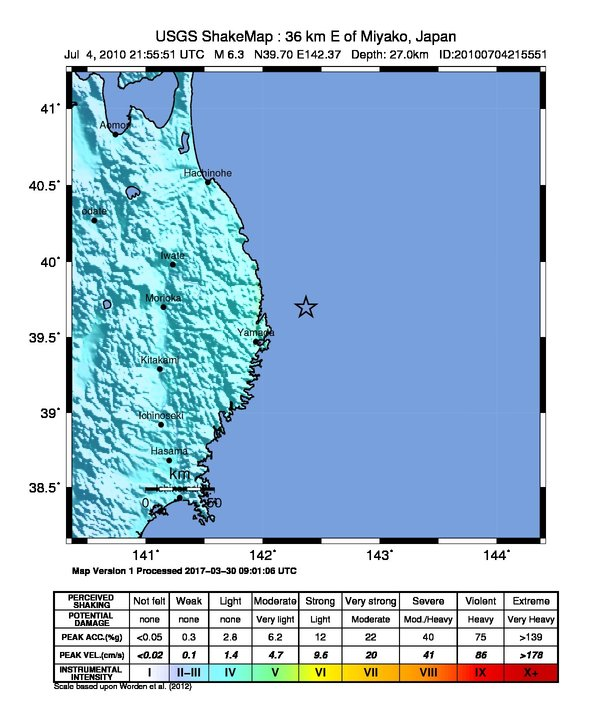
Карта подземных толчков 4 июля 2010

Землетрясение магнитудой 6,3 произошло 4 июля 2010 года в 21:55:51 (UTC) у восточного побережья острова Хонсю, в 37,1 км к востоку от Мияко. Гипоцентр землетрясения располагался на глубине 27,0 км.
Землетрясение ощущалось в Мисава и других населённых пунктах на востоке Хонсю. Подземные толчки ощущались также в Саппоро на Хоккайдо, в восточных, южных и западных регионах Хоккайдо, в Южно-Курильске, а также в префектурах: Ивате, Мияги, Акита, Аомори, Фукусима, Ямагата, Тиба, Гумма, Ибараки, Канагава, Ниигата, Сайтама, Тотиги, Яманаси, Нагано, Сидзуока, Токио. В результате землетрясения сообщений о жертвах и разрушениях не поступало.

## Тектонические условия региона
Японские острова лежат в зоне сочленения четырёх литосферных плит: Евроазиатской (0,1 см/год), Филиппинской (4,8 см/год), Тихоокеанской (9,0 см/год) и Охотской микроплиты (0,8 см/год). Из них две континентальные — Евроазиатская и Охотская, и две океанические — Филиппинская и Тихоокеанская. Японский и Идзу-Бонинский океанические желоба отделяют Тихоокеанскую плиту от Охотской и Филиппинской плит, а океанические Сагами и Нанкайский желоба отделяют Филиппинскую плиту от Охотской и Евразийской. В рамках современных взглядов на тектонику активных континентальных окраин считается, что эти плиты разделены тремя зонами субдукции, одной коллизионной зоной и одним тройным сочленением. Граница между Евроазиатской и Охотской плитами делит Японию на две области — юго-западную и северо-восточную. Области имеют разные геологические, сейсмические и тектонические особенности. Данные о гравитационных аномалиях Буге в свободном воздухе показывают, что кора Японских островов находится вблизи изостатического равновесия. Небольшие положительные отклонения имеются вдоль западного побережья Хонсю. Вдоль восточного побережья Хонсю наблюдается резкое увеличение положительных значений аномалий Буге при достижении максимальных значений 400 мгал вдоль оси Японского желоба. Разрезы земной коры, полученные на основе метода преломлённых волн и методом поверхностных волн, показывают, что граница Мохоровичича находится на глубинах 12—35 км. На глубинах 30—150 км установлено существование в верхней мантии слоя пониженных скоростей. Уточнённые определения положения гипоцентров землетрясений тихоокеанской сейсмофокальной области показывают, что существует две концентрированные полосы сейсмических событий, погружающиеся до глубин 200 км с востока под остров Хонсю, и отстоящие друг от друга на расстоянии 30—40 км. Сейсмичность в пределах коры острова Хонсю и к западу от него сосредоточена в слое 30 км, а вблизи Японского океанического желоба распространяется до глубин 100 км. В работах учёных делается вывод, что внутренний склон Японского желоба вблизи Хоккайдо и Хонсю представляет собой систему чешуйчатых надвигов западного падения, протяженностью 4—7 км, формировавшихся в кайнозойских осадках. Мощность аккреционной призмы до 4 км.
Учёными установлено, что в данном регионе, определяемом с позиции тектоники литосферных плит как зона субдукции океанической плиты под субконтинентальную, вкрест оси желоба меняется характер напряженного состояния. Если к востоку от Японского желоба в области субконтинентальной литосферы оси максимального сжатия в основном полого наклонены под океаническую литосферную плиту, то к западу от него оси этих напряжений имеют субвертикальное погружение. Таким образом, океанический жёлоб разделяет верхнюю часть тектоносферы на два геодинамических режима: 1) субгоризонтального сжатия к западу от оси жёлоба; 2) субгоризонтального растяжения к востоку от оси желоба. В верхней части коры (глубины 0—20 км) смена геодинамических режимов происходит резко, без формирования промежуточных режимов горизонтального или вертикального сдвига. На больших глубинах (50—70 км) между областями горизонтального сжатия и горизонтального растяжения практически всегда присутствует «молчащий» участок, где в литосфере не наблюдается достаточно сильных землетрясений, и поэтому здесь не удаётся определить параметры напряженного состояния. В средней части литосферы область горизонтального растяжения к востоку от оси желоба плохо выражена из-за малого числа произошедших здесь землетрясений, что, вероятно, говорит о докритическом напряженном состоянии этих горизонтов литосферы в исследуемом масштабе.